# André Laurier
Andreas Simon Petrus Maria (André) Laurier (Den Haag, 5 augustus 1944 – Berg en Dal, 7 juli 2004) was een Nederlandse pater.

## Opleiding
Laurier trad in 1978 toe tot de congregatie van de montfortanen in Voorschoten. Na op 8 september 1979 zijn tijdelijke geloften te hebben afgelegd deed hij op 31 januari 1981 zijn eeuwige geloften. Op 27 augustus 1989 werd bij door mgr. Ph. Bär in Loosduinen tot priester gewijd.

## Bedevaarten
Van 1989 tot 2002 werkte hij als reisbureau-medewerker van de montfortanen voor de zogenoemde Montfort-Tochten die tot 2002 werden georganiseerd. Hij was deelnemer en begeleider van diverse bedevaarten, onder andere naar Israël, Rome, Fatima en Lourdes. De reizen naar Israël deden bij hem een grote belangstelling naar het jodendom ontstaan; zo nam hij les in de uitleg van de Talmoed bij een rabbijn.

## Klooster
Vanaf 1997 kwam hij in het montfortaanse klooster te Berg en Dal te werken, waar hij in 1999 onder meer als overste een leidinggevende positie verkreeg. De laatste jaren was hij vanwege het verdwijnen van de Montfort-Tochten eveneens in de weer gegaan met een andersoortige bedevaart, de Willibrord Tochten.

## Zorg voor thuislozen
Laurier bekommerde zich als katholiek geestelijke dikwijls om arme personen zonder vaste woon- en verblijfplaats. Hij voelde zich hierbij geïnspireerd door de oprichter van de montfortanen, de in het begin van de 18e eeuw levende Franse pater Louis-Marie Grignion de Montfort.

## Overlijden
Op woensdag 7 juli 2004 werd pater André Laurier kort voor middernacht in zijn klooster in Berg en Dal vermoord.
De dader was een destijds 21-jarige (ex-)drugsverslaafde die onderdak kreeg in het klooster waarin Laurier woonde. Laurier overleed ter plaatse. De verdachte werd een dag later door de politie aangehouden in een leegstaand restaurant in Berg en Dal.
André Laurier had de dag daarvoor er nog voor gezorgd dat de verdachte niet in de gevangenis was beland voor een reeks door hem gepleegde inbraken.
De uitvaart van André Laurier vond plaats onder grote belangstelling op 14 juli in de Onze-Lieve-Vrouw Hemelvaartkerk in Loosduinen, waar hij in 1989 tot priester gewijd werd door Mgr Bär.